# AA Guarany
AA Guarany is een Braziliaanse voetbalclub uit Porto da Folha in de staat Sergipe.

## Geschiedenis
De club werd in 1940 opgericht. In 1988 werd het een profclub en wonnen ze de tweede klasse van het Campeonato Sergipano. Na enkele seizoenen degradeerde de club en speelde opnieuw in de hoogste klasse van 1995 tot 1998 en van 2002 tot 2012. Na een afwezigheid van drie seizoenen keerde de club in 2016 terug, maar kon nu het behoud niet verzekeren. Ook bij de terugkeer in 2019 kon de club het verblijf niet verlengen.